# Reneilwe Letsholonyane
Reneilwe „Yeye“ Letsholonyane (* 9. Juni 1982 in Johannesburg) ist ein südafrikanischer Fußballspieler und Nationalspieler seines Landes.
Letsholonyane ist für eine unauffällige Spielweise bekannt. Zu seinen Stärken werden vor allem sein besonnener Spielaufbau und seine Passgenauigkeit gerechnet.
Von 2004 bis 2005 spielte er bei Dangerous Darkies Mpumalanga. 2005 bis 2006 war er bei PJ Stars Kings und von 2006 bis 2008 bei Jomo Cosmos. Seit 2008 ist er für die Kaizer Chiefs aktiv.

## Nationalmannschaft
Letsholonyane wurde in den Kader für die WM 2010 berufen. Am 31. Mai 2010 erzielte er beim 5:0 gegen Guatemala sein erstes Länderspieltor. Letsholonyane ist ein flexibel einsetzbarer Mittelfeldspieler und kämpft bei der WM 2010 mit Macbeth Sibaya und Kagiso Dikgacoi um einen Platz in der Zentrale. Im Gegensatz zu seinen Konkurrenten bekommt er regelmäßig Spielpraxis auf Vereinsebene.